# Robin Hood - Un uomo in calzamaglia
Robin Hood - Un uomo in calzamaglia (Robin Hood: Men in Tights) è un film del 1993 diretto da Mel Brooks.
Buona parte del film è una parodia di Robin Hood - Principe dei ladri (1991) di Kevin Reynolds, con Kevin Costner, anche se molte scene sono le parodie di quelle de La leggenda di Robin Hood (1938). Non mancano comunque riferimenti ad altri film, quali Il padrino (1972) di Francis Ford Coppola, Mezzogiorno e mezzo di fuoco (1974) e La pazza storia del mondo dello stesso Mel Brooks. Il film raccoglie le idee seminate nel 1975 da Mel Brooks nel suo telefilm Le rocambolesche avventure di Robin Hood contro l'odioso sceriffo; inoltre, Dick Van Patten, che qui interpreta l'abate, aveva interpretato Frate Tuck nello stesso telefilm.

## Trama
1192. Il prode Robin di Locksley, tornato a nuoto dalla Terrasanta fino al suo castello in Inghilterra dopo essere fuggito dalle prigioni di Gerusalemme, si trova davanti ad un'amara sorpresa: le terre della sua famiglia, che durante la sua permanenza all'estero è stata sterminata da un'incredibile congiuntura di eventi sfortunati, sono state infatti espropriate dai creditori in pagamento delle tasse arretrate. Dopo aver salvato un ragazzo di colore, Etcì, figlio del suo compagno di fuga Starnit e giunto in Inghilterra aver recuperato il suo fedele servitore cieco Bellosguardo, Robin si rivolta contro il piagnucoloso principe Giovanni e il suo fidato tirapiedi, lo sceriffo Smerdino di Ruttingham, e chiama a raccolta i popoli oppressi dalla tirannia del principe. Nascono così gli "Allegri Compagni della Foresta", capitanati da Robin Hood e dal suo fido secondo, il tonto Little John.
Frattanto, alla corte del principe Giovanni, la nobile Lady Marian di Batman sogna l'arrivo dell'uomo che le ruberà il cuore e, soprattutto, le porterà finalmente la chiave della sua cintura di castità in acciaio inossidabile. Resistendo ai rozzi tentativi di corteggiamento da parte dello sceriffo di Ruttingham, la fanciulla si innamora di Robin e tenta di salvarlo dalla trappola che lo sceriffo ha ordito per catturarlo: con l'aiuto del mafioso Don Giovanni, Ruttingham trama infatti di attirare Robin in un torneo di tiro con l'arco e di farlo uccidere a tradimento dai sicari di Don Giovanni.
Naturalmente, Robin non è in grado di resistere alla sfida e partecipa al torneo, durante il quale viene catturato e condannato a morte. Pur di salvargli la vita, Lady Marian si offre però di sposare lo sceriffo di Ruttingham, matrimonio che sfuma quando Robin viene liberato dai suoi compari. Nel duello fatale che ne consegue, Ruttingham viene trapassato a morte dalla spada di Robin, ma l'orrenda maga del castello, Latrina, lascivamente innamorata di lui, gli offre la salvezza in cambio della promessa di sposarla. Durante il duello si scopre che la chiave che Robin aveva ricevuto in eredità dal padre, e che si diceva aprisse "il più grande tesoro di tutto il reame", si rivela essere proprio della misura giusta del lucchetto della cintura di Marian. Re Riccardo torna infine dalle Crociate e decreta che il fratello Giovanni venga rinchiuso nella Torre di Londra come attrazione turistica come punizione. Robin e Marian finalmente convolano a nozze, ma durante la loro prima notte insieme la chiave della cintura non funziona come dovrebbe...

## Colonna sonora
| Titolo                                     | Interprete                                                                                | Scritto da                 |
| ------------------------------------------ | ----------------------------------------------------------------------------------------- | -------------------------- |
| Men in Tights                              | The Merry Men Singers (Steve Lively, Randy Crenshaw, Kerry Katz, Geoff Koch & Rick Logan) | Mel Brooks                 |
| Marian                                     | Debbie James                                                                              | Mel Brooks                 |
| Sherwood Forest Rap                        | Kevin Dorsey & The Merry Men Singers                                                      | Mel Brooks                 |
| The Night Is Young and You're So Beautiful | Arthur Rubin & the Merry Men Singers                                                      | Billy Rose, Irving Kahal   |
| Marian (end credit duet)                   | Cathy Dennis & Lance Ellington                                                            | Mel Brooks                 |
| Row, Row, Row Your Boat                    | non accreditato                                                                           |                            |
| Hava Nagila                                | non accreditato                                                                           |                            |
| Bridal Chorus                              | non accreditato                                                                           | Richard Wagner             |
| Rule, Britannia!                           | non accreditato                                                                           | James Thomson, Thomas Arne |

## Premi
1994 - Young Artist Award
- Candidatura - Miglior film commedia o musical per famiglie